# Beris
Beris är ett släkte av tvåvingar. Beris ingår i familjen vapenflugor.

## Bildgalleri

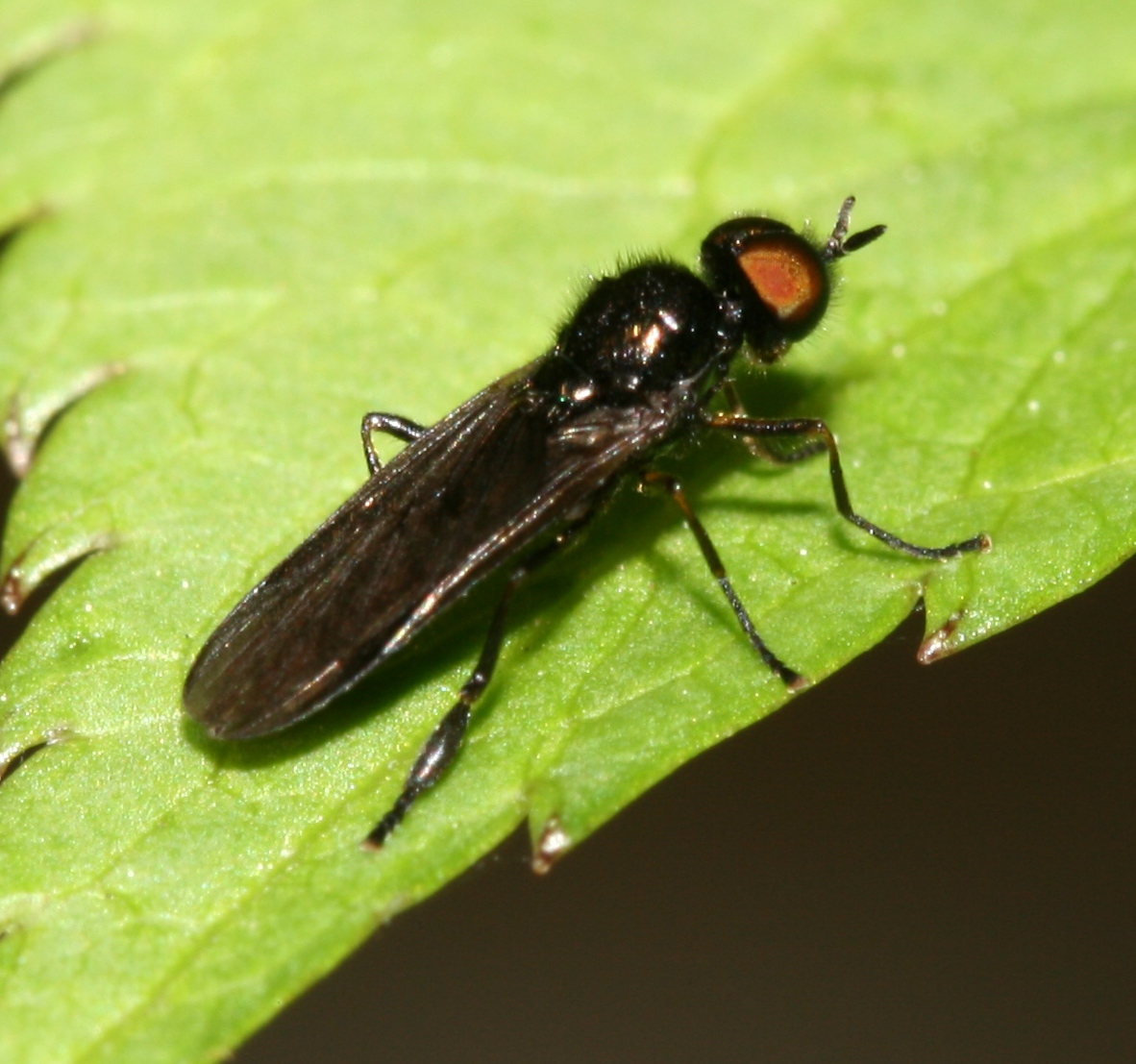
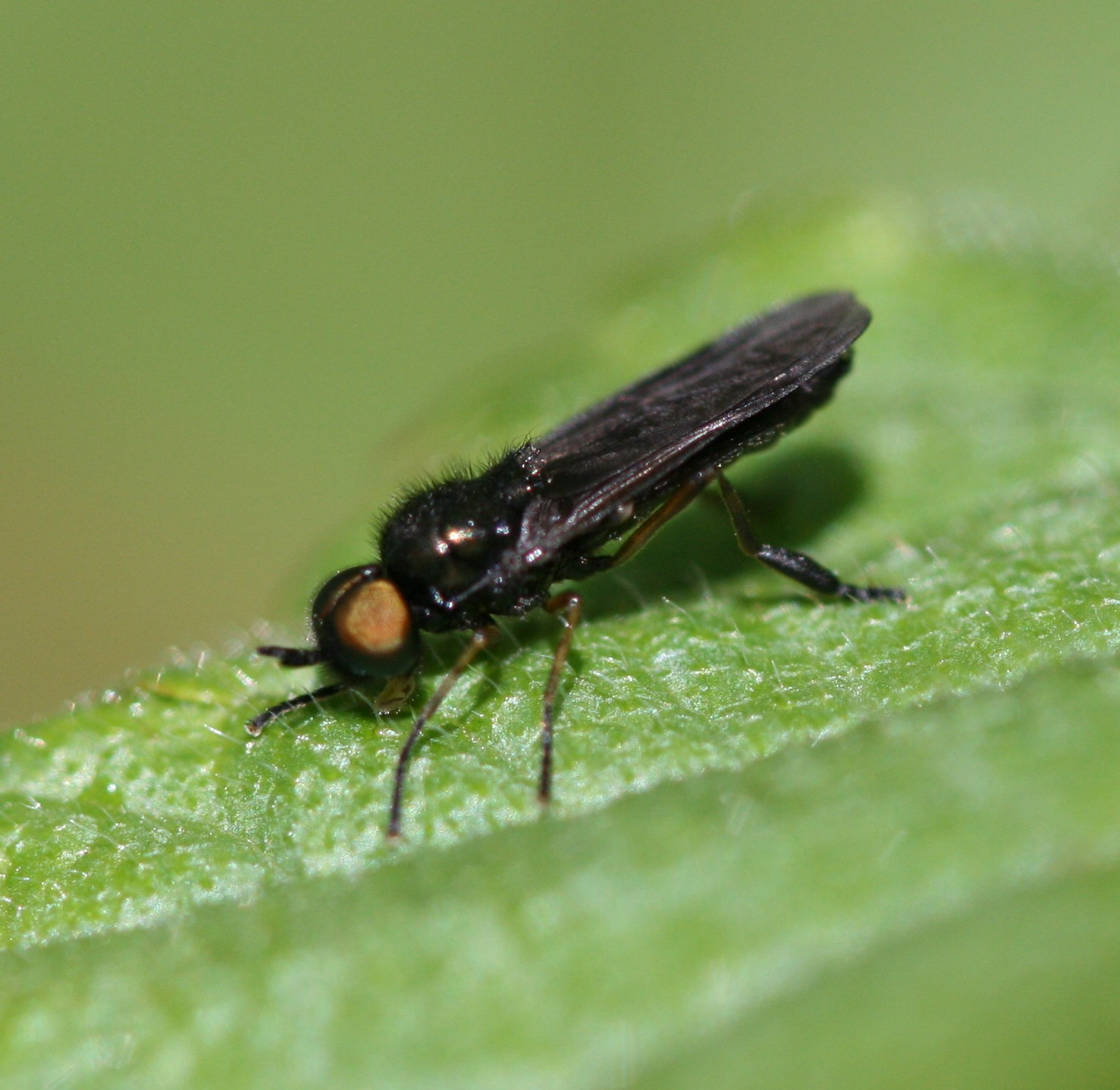
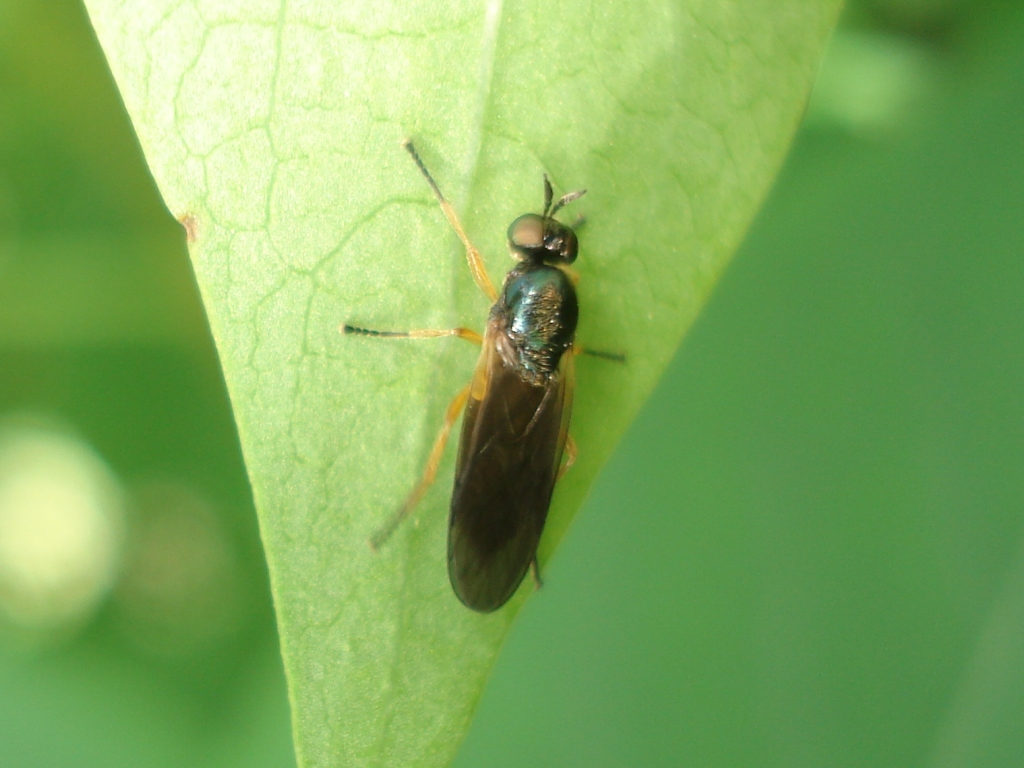
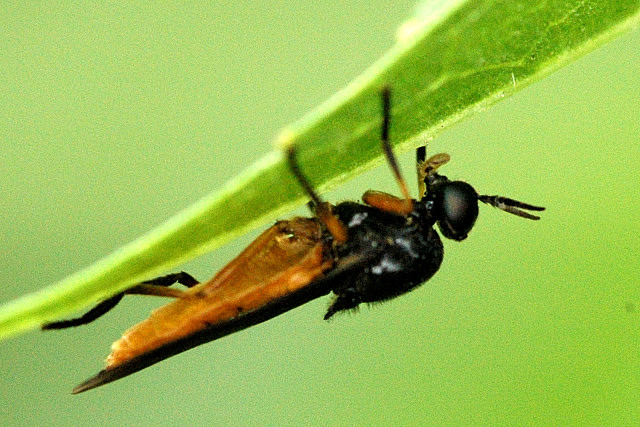
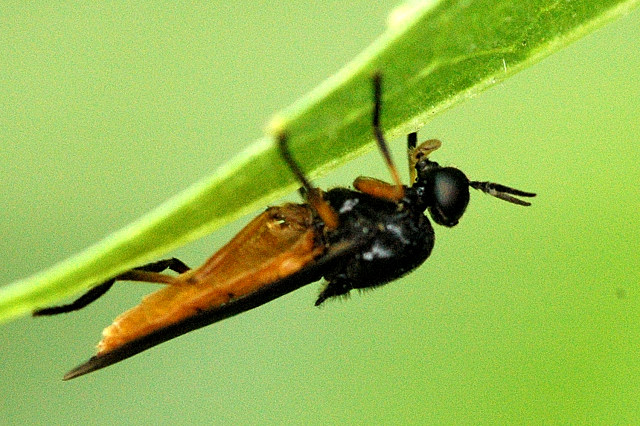
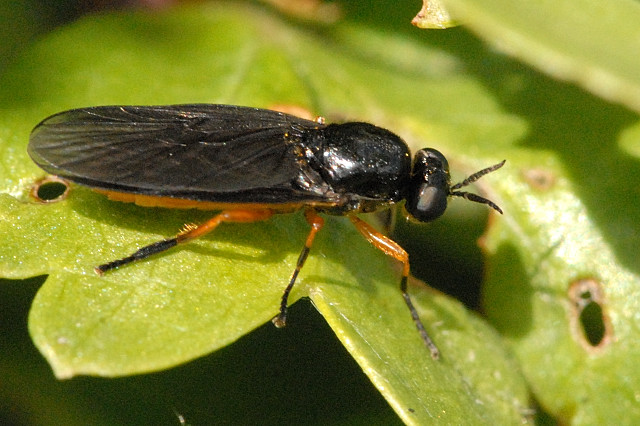

## Dottertaxa tillBeris, i alfabetisk ordning[1][2]
- Beris alamaculata
- Beris angustifacies
- Beris annulipes
- Beris basiflava
- Beris burmanica
- Beris chalybata
- Beris chalybeata
- Beris clavipes
- Beris crassitarsis
- Beris cypria
- Beris dolichocera
- Beris emeishana
- Beris excellens
- Beris fuscipes
- Beris gansuensis
- Beris geniculata
- Beris hauseri
- Beris heptapotamica
- Beris hildebrandtae
- Beris hirotui
- Beris kovalevi
- Beris latifacies
- Beris luteipes
- Beris luteistigma
- Beris malaisei
- Beris morrisii
- Beris nebulosa
- Beris potanini
- Beris pulchripennis
- Beris rex
- Beris rozkosnyi
- Beris schaposchnikowi
- Beris similis
- Beris strobli
- Beris subsituta
- Beris vallata
- Beris ziminae